# Visschershoek
Visschershoek (51° 48′ N, 3° 52′ L) é uma cidade dos Países Baixos, na província de Holanda do Sul. Visschershoek pertence ao município de Goedereede, e está situada a 20 km, a oeste de Hellevoetsluis.